# Lozîno, Iavoriv
Lozîno (în ucraineană Лозино) este localitatea de reședință a comunei Lozîno din raionul Iavoriv, regiunea Liov, Ucraina.

## Demografie
Componența lingvistică a localității Lozîno
     Ucraineană (100%)
Conform recensământului din 2001, toată populația localității Lozîno era vorbitoare de ucraineană (100%).